# Glass of Water
«Glass of Water» (в переводе с англ. — «Стакан воды») — песня британской группы Coldplay из их мини-альбома Prospekt’s March. Несмотря на то, что песня не была выпущена в качестве сингла, она проникла в британский и канадский чарты, а также в чарт Bubbling Under Hot 100 Singles американского журнала Billboard.

## О песне
Песня была записана группой по ходу сессий четвёртого студийного альбома, Viva la Vida or Death and All His Friends. По словам фронтмена и вокалиста группы Криса Мартина, группа собиралась помимо основного материала записать ещё несколько дополнительных песен. «Glass of Water» оказалась одной из них. Мартин также заявил, что песни из Prospekt’s March, в том числе «Glass of Water» и из Viva la Vida or Death and All His Friends — это песни «одного рода».
«Glass of Water» несёт в себе более тяжёлую и массивную тональность, в отличие от большинства песен Coldplay, выпущенных ранее. Крис Мартин определил песню как более «тяжёлую», нежели песни из Viva la Vida or Death and All His Friends.
Название песни появилось в заметках группы от 26 октября 2007 года вместе с названием другой невыпущенной песни, «Famous Old Painters», опубликованных на официальном сайте группы 30 октября.
Ещё до записи на студии, песня была представлена публике впервые на заключительном концерте европейской части тура в поддержку альбома Viva la Vida or Death and All His Friends в 2008 году в Антверпене, Бельгия. Впоследствии, песня стала постоянной частью сет-листа до окончания тура.
В 2009 году «живая» версия песни была включена в трек-лист концертного сборника LeftRightLeftRightLeft.

## Чарты
| Чарт (2008)                                | Позиция |
| ------------------------------------------ | ------- |
| Canadian Hot 100 (Billboard)               | 92      |
| UK Singles Chart                           | 134     |
| Bubbling Under Hot 100 Singles (Billboard) | 23      |